# Rinoceront blanc del sud
El rinoceront blanc del sud (Ceratotherium simum simum) és una de les dues subespècies de rinoceront blanc. És l'espècie més comuna i generalitzada dels rinoceronts.
Des de desembre de 2007, la població total s'estimava en 17.460 rinoceronts blancs del sud en llibertat, de manera que, de molt,són la més abundants subespècie de rinoceront del món. Sud-àfrica és el bastió d'aquesta subespècie amb el (93,0%), conservant 16.255 individus en estat silvestre el 2007. No obstant això, el cens actual segons Save the Rhino va revelar que hi ha 20.405 rinoceront blancs des del 2013.
El rinoceront blanc del sud és la subespècie nominal, a la que se li va donar el nom científic Ceratotherium simum simum per part de l'explorador anglès William John Burchell a la dècada de 1810. També es van proposar altres noms per a la subespècie del sud. La subespècie és també coneguda com a rinoceront de Burchell Ceratotherium simum burchellii,després de William John Burchell i Rinoceront d'Oswell Ceratotherium simum oswellii després de William Cotton Oswell.No obstant això, es consideren com a sinònims al seu nom científic original.
Ceratotherium simum kiaboaba (o rinoceront kiaboaba), també conegut com el rinoceront de banyes rectes, va ser proposat com una varietat diferent trobat a prop del llac Ngami i al nord del desert de Kalahari.No obstant això, es va descobrir que era un veritable rinoceront blanc.